# Varanes
Varane (in latino Varanes; fl. 393-410) è stato un generale e politico romano dell'Impero occidentale e di quello d'Oriente.

## Biografia
Il suo nome suggerisce una origine persiana; suo padre era rinomato.
Nel 393 era alla corte di Costantinopoli; probabilmente seguì Teodosio I in Occidente nel 394, per rimanere poi lì sotto Onorio. Nel 408, dopo la morte di Stilicone (22 agosto), fu nominato magister peditum, ma poco dopo la sua carica fu data al magister equitum Turpilione.
L'anno successivo, il 409, si trovava a Costantinopoli, dove probabilmente ricopriva la carica di magister militum praesentialis; in questa occasione represse una folla inferocita a causa della mancanza di cibo, con la collaborazione di Arsacio e Sinesio.
Nel 410 ricoprì la carica di console, senza collega in quanto Roma era sotto scacco dei Visigoti di Alarico, che quello stesso anno la saccheggiarono. L'usurpatore Prisco Attalo nominò console Tertullo, ma né Onorio in occidente, né Teodosio II in Oriente lo riconobbero.